# Брдиње
Брдиње (словен. Brdinje) је насељено место у општини Равне на Корошкем, Корушка регија, Словенија.

## Историја
До територијалне реорганизације у Словенији било је у саставу старе општине Равне на Корошкем.

## Становништво
У попису становништва из 2011. године, Брдиње је имало 654 становника.
| Број становника према пописима | Број становника према пописима | Број становника према пописима |
| ------------------------------ | ------------------------------ | ------------------------------ |
| 1991                           | 2002                           | 2011                           |
| 539                            | 625                            | 654                            |